# Jacques de Rue
 (octobre 2015).
Jacques de Rue, exécuté en 1378, est chambellan de Charles II de Navarre.
Ayant toute la confiance de Charles II le Mauvais, Jacques de Rue remplit plusieurs missions délicates pour son maître.
Lors de l'une d'entre elles, il fut arrêté le 25 mars 1378. Il subit deux interrogatoires l'un à Corbeil, l'autre au Châtelet. Il avoua, sous la torture, les différentes alliances passées par le roi de Navarre avec l'Angleterre et les deux tentatives d'empoisonnement sur la personne de Charles V de France, l'une en 1370, l'autre en 1378.
Le 16 juin 1378, Jacques de Rue et d'autres complices du roi de Navarre dont Pierre du Tertre comparurent devant la Grande Chambre du Parlement. Les accusés avouèrent de nouveau les forfaits du roi de Navarre, Jacques de Rue et Pierre du Tertre furent condamnés à mort et décapités aux Halles. Leurs têtes furent enfoncées sur une pique et demeurèrent aux Halles. Leurs corps furent démembrés et pendus au gibet de Montfaucon. Les bras et les jambes quant à eux, furent exhibés sur les huit potences installées aux principales portes de Paris.